# Santa María de Huerta
Santa María de Huerta es un municipio y localidad española de la provincia de Soria, en la comunidad autónoma de Castilla y León. El término municipal tiene una población de 242 habitantes (INE 2024).

## Geografía
Se encuentra enclavada en la comarca soriana de la Tierra de Medinaceli, al suroeste de la provincia, en el límite con la provincia de Zaragoza. El término municipal está atravesado de oeste a este por el río Jalón y por la Autovía del Nordeste, entre los pK 176 y 181. Su relieve se caracteriza por las zonas bajas del valle del Jalón y las elevaciones que lo circunscriben entre las que descienden algunos arroyos. El municipio se sitúa a 88 km de la capital soriana y se alza a 764 m sobre el nivel del mar. 
| Noroeste: Almaluez       | Norte: Monteagudo de las Vicarías | Noreste: Monreal de Ariza                                |
| Oeste: Arcos de Jalón    |                                   | Este: Monreal de Ariza, Torrehermosa, Alconchel de Ariza |
| Suroeste: Arcos de Jalón | Sur: Arcos de Jalón               | Sureste: Arcos de Jalón                                  |

En su término e incluidos en la Red Natura 2000, se encuentran:
- Lugar de Interés Comunitario conocido como Sabinares del Jalón, ocupando 1429 hectáreas, el 29 % de su término.[1]
- Zona Especial Protección de Aves conocida como Monteagudo de las Vicarías ocupando 626 hectáreas, el 13 % de su término.[2]

## Demografía
Cuenta con una población de 242 habitantes (INE 2024).
| Gráfica de evolución demográfica de Santa María de Huerta entre 1842 y 2021                                           |
| |
| Población de derecho según los censos de población del INE. Población de hecho según los censos de población del INE. |

## Patrimonio

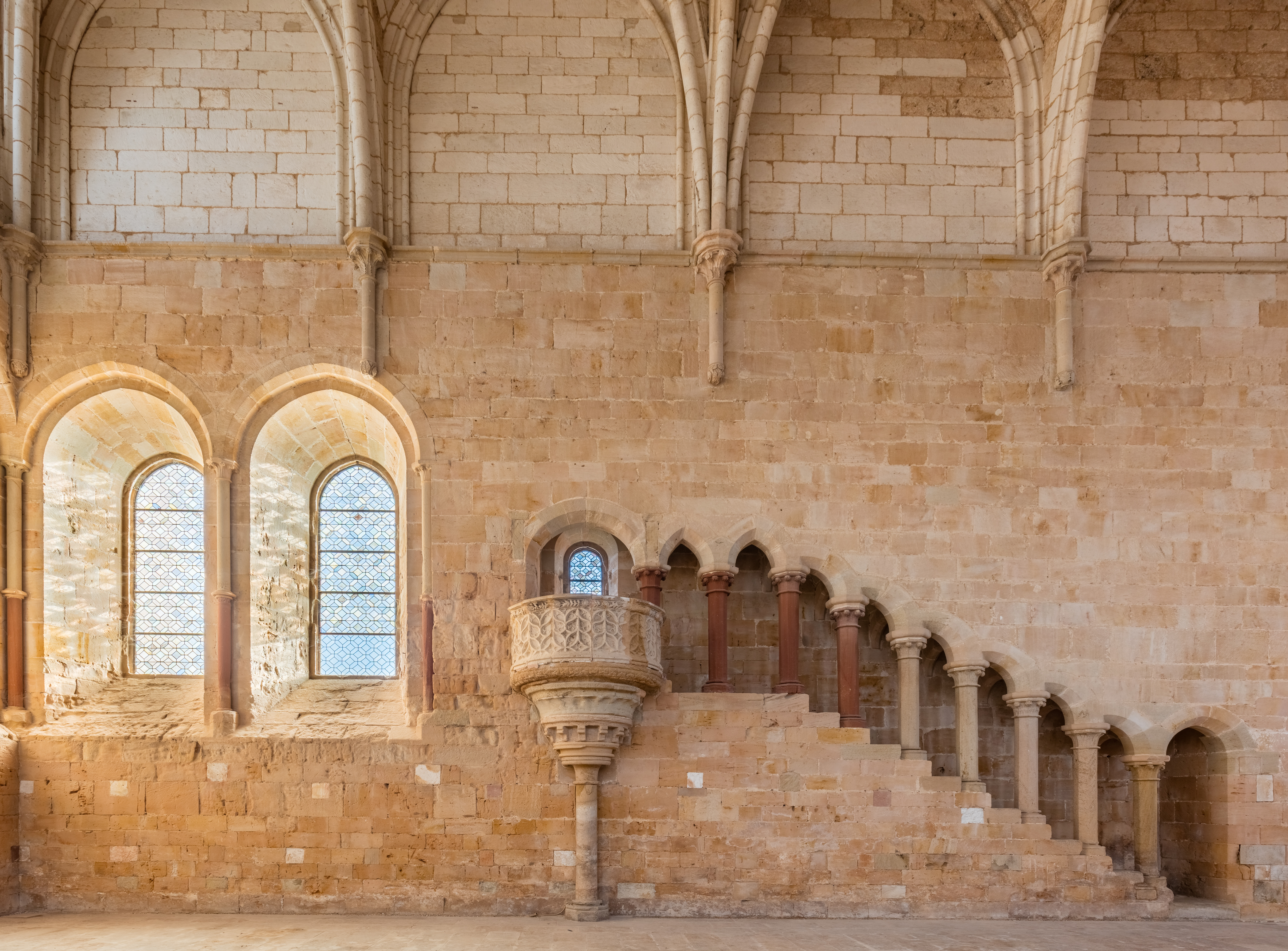
Refectorio del Monasterio de Santa María de Huerta

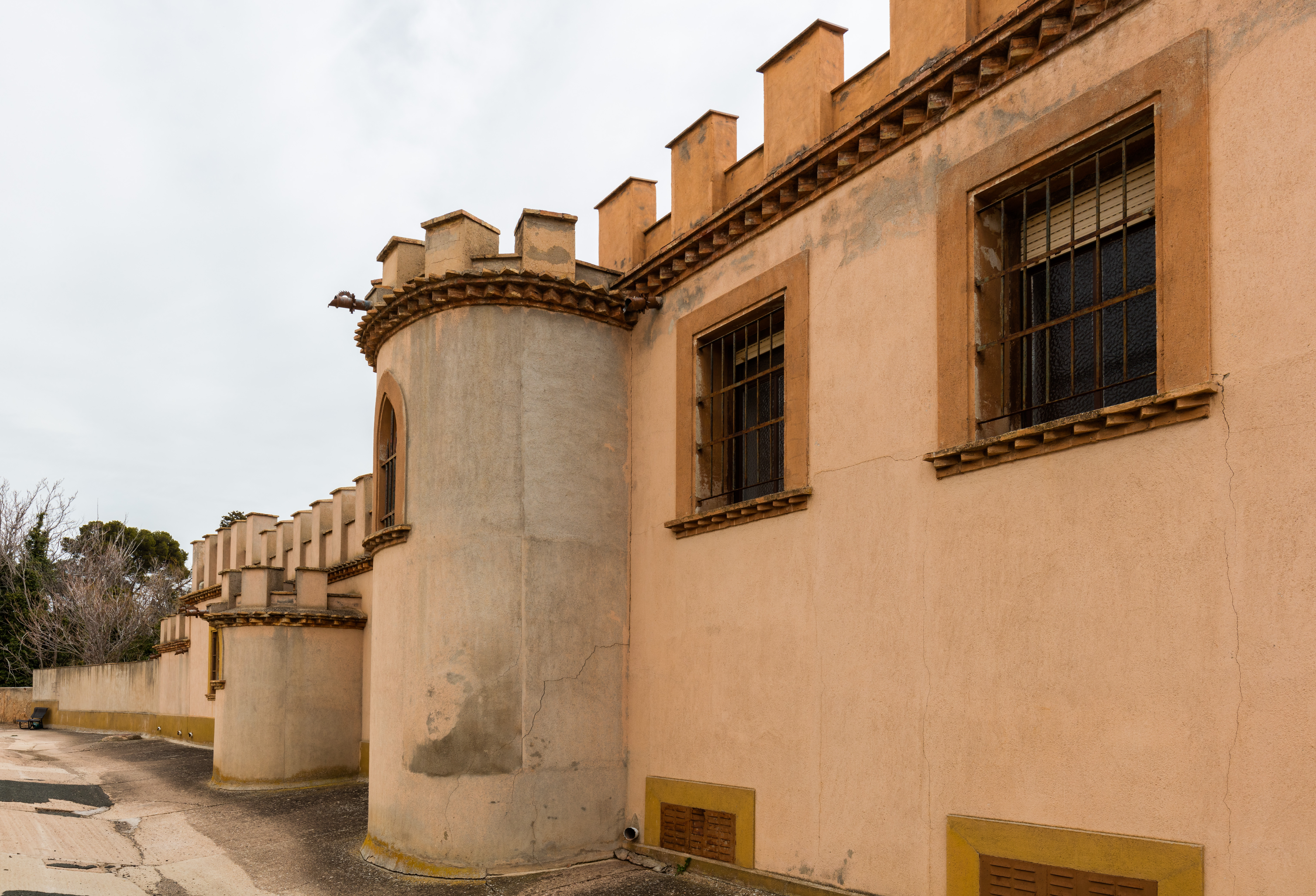
Casa palacio de la Marquesa de Villa Huerta

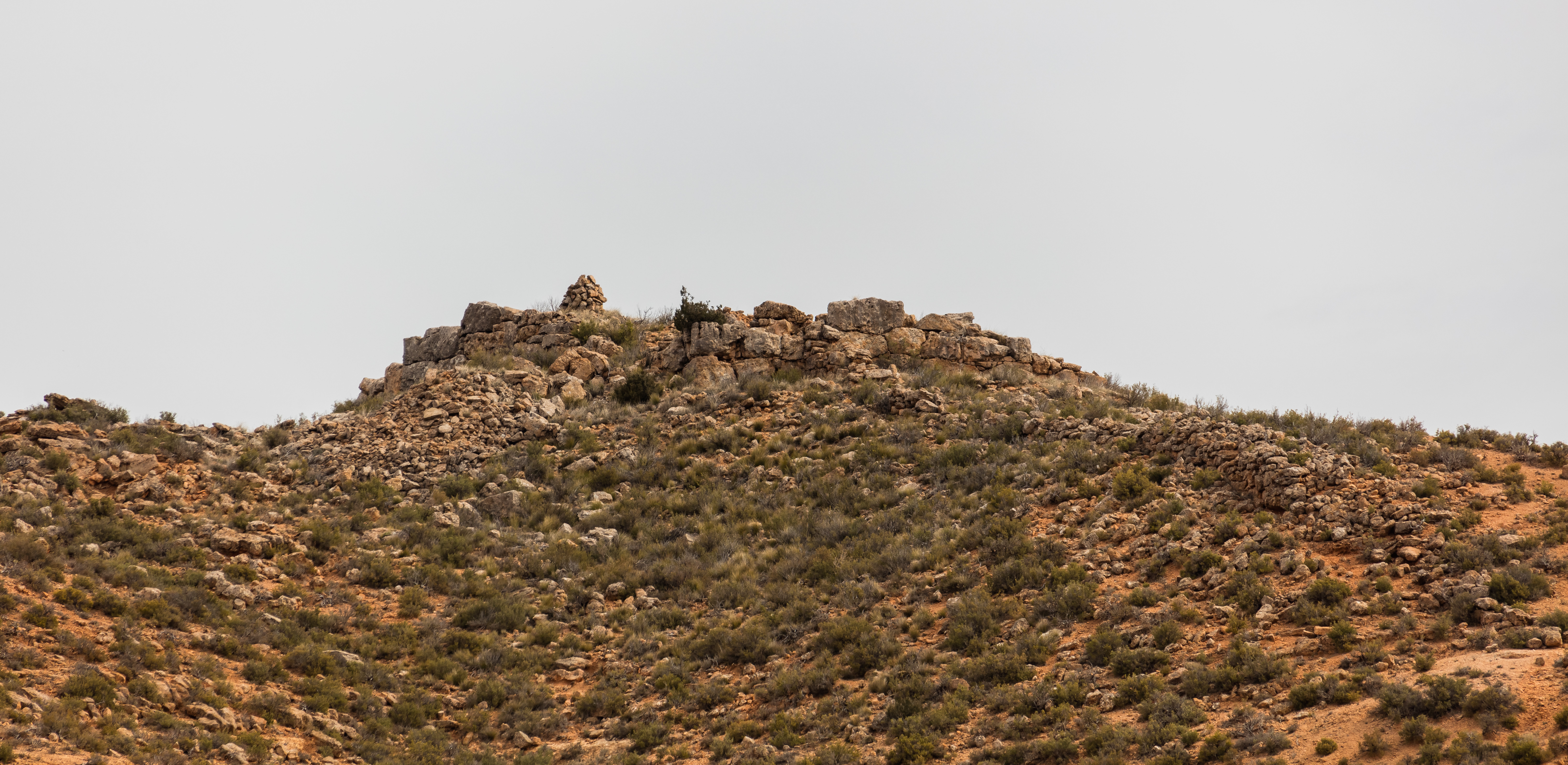
Ruinas ciclópeas

- Monasterio de Santa María de Huerta: declarado Bien de Interés Cultural en la categoría de Monumento desde el 25 de agosto de 1882. Es un monasterio cisterciense construido en el siglo XVI sobre una antigua construcción del siglo XII por el rey Alfonso VII.
- Castillo de Belimbre: situado a unos 2 km del pueblo.
- Casa Palacio de la Marquesa de Villa Huerta: Tiene incoado expediente como Bien de Interés Cultural en la categoría de Monumento desde el 21 de junio de 1983.
- Ruinas Ciclópeas: declaradas Bien de Interés Cultural en la categoría de zona arqueológica el 3 de junio de 1931.
- Iglesia nueva: edificio de arquitectura modernista, construido con ladrillos.
- Castro celtíbero: Es un enclave arqueológico situado a las afueras de Santa María de Huerta, más concretamente en el Valle del Jalón, la frontera con Zaragoza. Descubierto por el Marqués de Cerralbo a principios del siglo XX. Es un monumento destacado debido a los restos celtíberos que contiene, pertenecientes a la primera Edad del Hierro según estudios realizados en Tarazona. Piedras de dos metros y medio de largo y uno de ancho que en su tiempo formaban parte de murallas y un torreón, dedicados a la defensa del territorio.

## Fiestas y eventos

### San Bernardo
Las fiestas en honor de san Bernardo, patrón del pueblo, son las más importantes del año. Tienen lugar a finales de agosto, durante cinco días llenos de actividades y demás ritos en honor al patrón.
San Bernardo fue una de las figuras más importantes de la orden religiosa que se alberga en el monasterio. Considerado por aquellos que le rodeaban como un hombre de gran personalidad y carisma, de ahí su consideración como el maestro espiritual de la Orden del Císter.
Durante los cinco días que duran las festividades se llevan a cabo juegos tradicionales en los que participan los más jóvenes. Algunos de estos son el Juego de la rana o los bolos. Estas actividades se intercalan con misas y demás ceremonias religiosas en honor de san Bernardo y grandes comidas y verbenas para acabar el día. La programación suele cambiar cada año, pues se añaden nuevas actividades, pero los juegos, las comidas y las ceremonias son tradición. Estos acontecimientos atraen a numerosos turistas de toda la provincia, de ahí que el ayuntamiento de Soria le concediese al pueblo el premio a mejor turismo de Soria.

### La Virgen del Destierro
Son fiestas dedicadas al culto, por ello atraen a menos jóvenes y turistas. Están dedicadas a la devoción. Es por eso que todas las actividades giran en torno al ámbito religioso. Se realizan numerosas misas, procesiones y todo termina con la subasta de los rollos de la virgen.
También se celebra San Antón, que es una fiesta organizada por los quintos del pueblo.

### Desafío Alto Jalón
Es una de las carreras a pie más largas de Europa. No tiene límite de participantes, ni por ello un solo ganador. Este evento se creó en el año 2012 y se lleva celebrando desde ese año con éxito, convirtiéndose en una tradición incluso. Fue creada por la asociación de corredores del pueblo con tal de dar promoción a su deporte y al propio territorio en el cual se desarrolla. Sobre todo afecta a Arcos de Jalón, Ojuel, Calatayud, Almazán y por supuesto, Santa María de Huerta.

## Servicios
- Bar Teleclub
- Bar Remacha
- Estación de tren
- Aparcamiento para caravanas
- Monasterio cisterciense
- Casa Palacio de la Marquesa de Villa Huerta
- Castillo del Belimbre (2 kilómetros)
- Campo de fútbol sala, piscina, frontón
- Gasolinera Autovía A-2 km 180